# نسبة قلبية صدرية

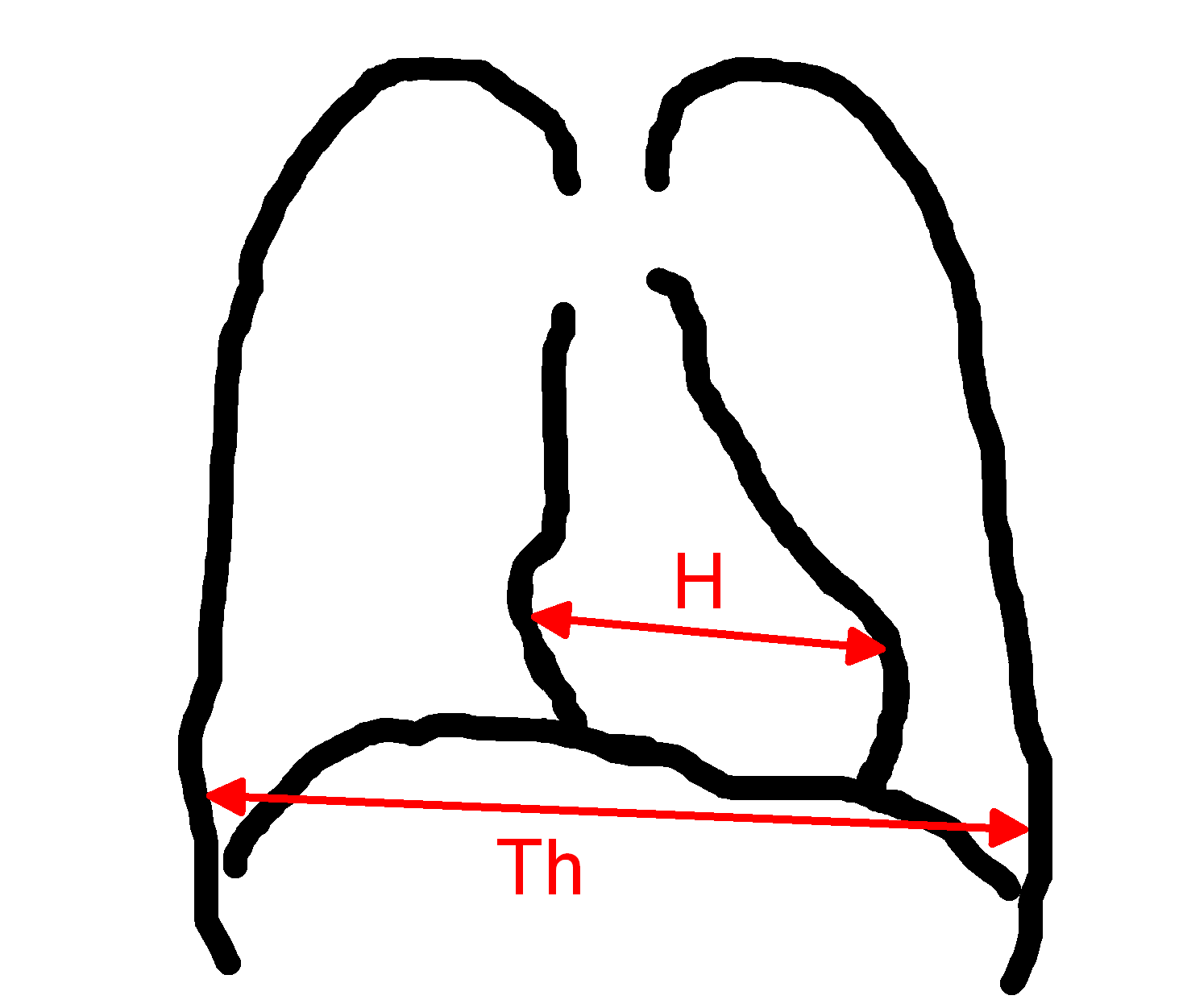

النسبة القلبية الصدرية (Cardio-thoracic ratio) هي القطر المستعرض (transverse diameter) للقلب، والذي يحدد باستخدام فحص الأشعة السينية (x-ray)، حيث يتم مقارنتها مع القفص الصدري (thoracic cage) للمساعدة في تحديد تضخم القلب." وتؤخذ تلك القياسات من الوضعية الخلفية الأمامية للأشعة السينية للصدر (PA chest x-rays). قُدمت تلك القياسات للمرة الأولى في عام 1919 لفحص المُجندين العسكريين. وظهر الآن منهج جديد ينصح باستخدام الأشعة السينية لتقييم مدى سلامة القلب عن طريق تحديد نسبة منطقة القلب إلى منطقة الصدر، ويُسمى ذلك المنهج النسبة القلبية الصدرية ثنائية الأبعاد.